# Hans Juhl
Hans Vilhelm Adolf Juhl med øgenavnet "Gestapo-Juhl" (født 1903 eller 1904) var en tysk dansktalende SS-officer. Han var SS-Hauptscharführer, kriminalassistent og leder af den lokale Gestapo-afdeling i området omkring Helsingør fra sensommeren 1943.
I Helsingør flyttede Hans Juhl og det lokale Gestapo ind i villa Wisborg, som blev det lokale hovedkvarter med forhørslokaler og fængsel i kælderen .
Juhl deltog i tilfangetagelsen af de danske jøder 1. oktober 1943 og var i de følgende uger særdeles aktiv i at fange dem, der forsøgte at flygte til Sverige. Gestapo Juhl var ansvarlig for tilfangetagelsen af hovedparten af de 481 danske jøder, der blev deporteret til koncentrationslejren Theresienstadt, blandt andet en razzia på loftet af Gilleleje Kirke natten mellem den 6. og 7. oktober 1943, hvor 85 mennesker blev arresteret. Juhl blev ikke dømt for sine forbrydelser efter krigen .